# Directstep
| 전문가 평가 | 전문가 평가 |
| 평가 점수   | 평가 점수   |
| 출처        | 점수        |
| ----------- | ----------- |
| Allmusic    | [ 2 ]       |

《Directstep》은 미국의 재즈 피아니스트 허비 행콕의 스물 번째 스튜디오 음반이다. 이 음반은 1979년 1월 21일, CBS/소니 레이블을 통해 일본에서만 독점적으로 발매되었다. 참여 음악가에는 색소폰 연주자 베니 모핀, 키보디스트 웹스터 루이스, 베이시스트 폴 잭슨, 기타리스트 레이 오비에도, 타악기 연주자 빌 서머스, 그리고 드러머 알폰스 무존이 포함되었다.

## 배경
일본에서만 발매된 《Directstep》은 CD로 발매된 가장 초기의 음반 중 하나였다. 웹스터 루이스는 행콕이 이루고자 했던 전자 질감의 여러 계층을 처리하기 위해 이 음반의 두 번째 키보디스트가 되었다. 행콕은 〈I Thinked It Was You〉 (원래는 《Sunlight》에서)를 재녹음하여 그의 보코더으로 훨씬 더 전자적으로 만들었다. 〈Butterfly〉는 또한 재녹음 (원래는 《Thrust》에서)되어 《Directstep》이 원래 버전 (첫 번째는 《Flood》)에 이어 두 번째 음반이 되어 〈Butterfly〉를 연주하게 되었다(네 번째는 《Dis Is da Drum》이고 이 곡은 카사이 키미코의 LP인 〈Butterfly〉에도 수록되어 있다). 〈Shiftless Shuffle〉은 나중에 1980년대의 《Mr. Hands》를 위해 재녹음되었다.

## 곡 목록
| #  | 제목                     | 작곡                                  | 재생 시간 |
| -- | ------------------------ | ------------------------------------- | --------- |
| 1. | 〈Butterfly〉            | 허비 행콕, 베니 모핀                  | 7:53      |
| 2. | 〈Shiftless Shuffle〉    | 행콕, 폴 잭슨, 하비 메이슨, 빌 서머스 | 7:10      |
| 3. | 〈I Thought It Was You〉 | 제프리 E. 코언, 베니 모핀, 와 와 왓슨 | 15:27     |